# Фонтейн, Фредерик
Фредери́к Фонте́йн (фр. Frédéric Fonteyne; род. 9 января 1968, Уккел) — бельгийский режиссёр. Известен своей картиной «Порнографическая связь», а также несколькими короткометражными фильмами.

## Фильмография
- Короткометражные фильмы:
  - 1998 Bon anniversaire Sergent Bob (сценарий Филиппа Блэсбанда)
  - 1989 Les Vloems (сценарий Филиппа Блэсбанда)
  - 1991 La Modestie (сценарий Филиппа Блэсбанда)
  - 1993 Bob le déplorable (сценарий Филиппа Блэсбанда)

- Полнометражные фильмы:
  - 1997 Max et Bobo
  - 1999  Порнографическая связь / Une liaison pornographique
  - 2004 Жена Жиля / La Femme de Gilles
  - 2012  Танго либре / Tango libre
  - 2020 Рабочие девушки  /Working Girls